# Roquefort-la-Bédoule
 Roquefort-la-Bédoule  es una comuna y población de Francia, en la región de Provenza-Alpes-Costa Azul, departamento de Bocas del Ródano, en el distrito de Marsella y cantón de Aubagne Este.
Su población en el censo de 1999 era de 4.733 habitantes.
Está integrada en la Communauté urbaine Marseille Provence Métropole .